# Anke Erhardt
Anke A. Ehrhardt é uma pesquisadora na área de desenvolvimento sexual e de gênero de crianças, adolescentes e adultos. 

## Carreira
Sua pesquisa incluiu uma ampla gama de estudos sobre determinantes do comportamento sexual de risco entre crianças, adolescentes, mulheres e homens heterossexuais e a população gay, e sobre abordagens abrangentes para prevenir a infecção por HIV e DST. Ehrhardt é a diretora fundadora do Centro de HIV para Estudos Clínicos e Comportamentais do Instituto Psiquiátrico do Estado de Nova York e da Universidade de Columbia, onde teve um foco particular na pesquisa e defesa de métodos controlados por mulheres de prevenção do HIV.
Atualmente, Ehrhardt é vice-presidente de Assuntos Acadêmicos e professor de Psicologia Médica no Departamento de Psiquiatria da Universidade de Columbia. Ela também é chefe da divisão de pesquisa para HIV e diretora do Centro de HIV e, além disso, é curadora do conselho de administração da Fundação Ford desde 1999.
Nascida em Hamburgo, Alemanha, Ehrhardt completou um doutorado em psicologia clínica na Universidade de Düsseldorf, na Alemanha, com base em seu trabalho pioneiro na Universidade Johns Hopkins no campo do gênero humano e desenvolvimento sexual sob a orientação do sexólogo John Money. Com Money, ela é co-autora de Man & Woman, Boy & Girl: Gender Identity from Conception to Maturity, um livro de referência de 1972 no campo dos estudos da sexualidade. Posteriormente, ela foi co-diretora do Programa de Psicoendocrinologia do Hospital Infantil da Universidade Estadual de Nova York em Buffalo. Ao longo desse período, Ehrhardt também foi psicóloga clínica, trabalhando em particular com crianças com variações intersexuais e seus pais.
Ehrhardt chegou à Universidade de Columbia em 1977 e, em 1987, fundou o Centro de HIV com o que era então a maior doação individual já concedida pelo Instituto Nacional de Saúde Mental. Ao longo de seus mais de 20 anos de história, o HIV Center realizou um trabalho inovador em pesquisa comportamental nos EUA e no exterior. Sob a liderança de Ehrhardt, o Centro de HIV se concentrou em particular na interseção da infecção pelo HIV com gênero, sexualidade e saúde mental.
Em reconhecimento ao seu trabalho, Ehrhardt recebeu o Prêmio de Liderança em Pesquisa Distinta da American Psychological Association em 1986; o Prêmio de Pesquisa "Por Excelência em Pesquisa" do Escritório de Saúde Mental do Estado de Nova York em 1990; o Prêmio de Realização Científica Distinta de 1991 da Sociedade para o Estudo Científico do Sexo; e o primeiro Prêmio de Pesquisa da National Lesbian and Gay Health Foundation em 1994. Sua bibliografia inclui mais de 250 publicações científicas.
Ehrhardt foi o presidente da Academia Internacional de Pesquisa Sexual em 1981. Ela também foi membro do National Institutes of Health (NIH), do Conselho Consultivo do Escritório de Pesquisa sobre AIDS, do comitê executivo da Rede de Ensaios de Prevenção do HIV da Family Health International e do Conselho de Curadores do Instituto Kinsey de Pesquisa em Sexo, Gênero e Reprodução.